# Varese
Varese es una ciudad y municipio (comune) italiana de la región de Lombardía, capital de la provincia homónima. En 2012, Varese tenía 79 578 habitantes. Es conocida por los éxitos de su equipo de baloncesto, el Pallacanestro Varese, el segundo club más laureado del país.

## Toponimia

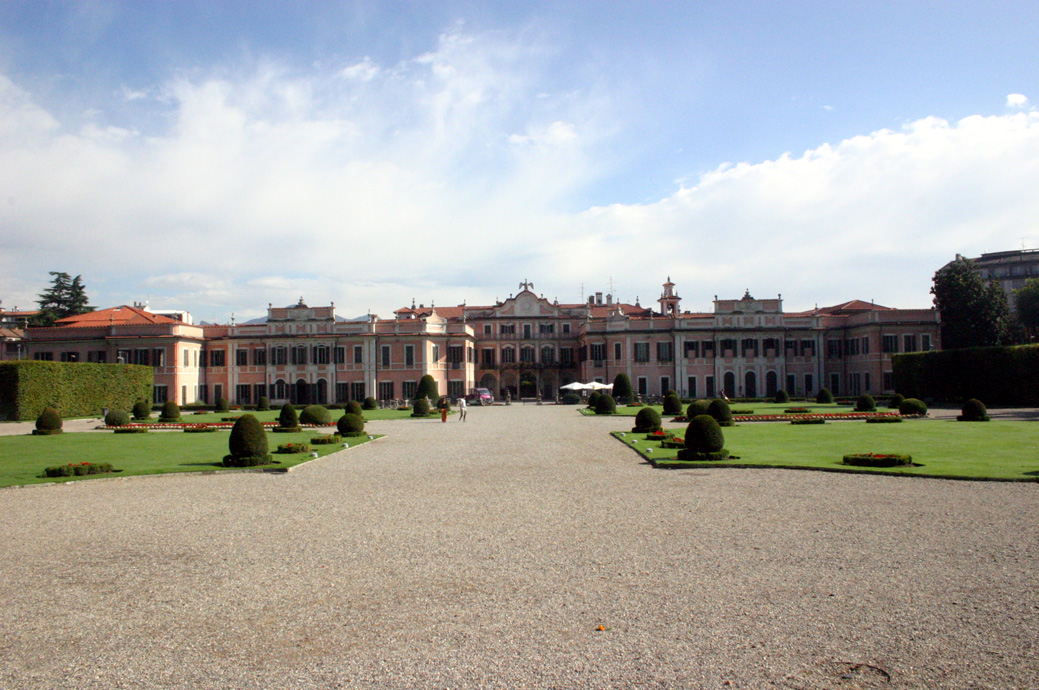
Palazzo Estense

Se dice que su nombre deriva de un término celta, var, que significa agua, en cuanto se encuentra en las vecindades de un lago, que lleva su nombre, el lago de Varese. Es llamada "Città Giardino" (Ciudad Jardín), gracias al mucho verde que se puede encontrar en el ámbito y en particular en el casco antiguo, lo que contribuye sin duda los jardines y los parques de las muchas villas que han sido construidas.

## Ubicación
La ciudad de Varese se encuentra en una posición característica, a los pies del "Sacro Monte di Varese" (Sagrado Monte de Varese), que forma parte del Macizo del "Campo dei fiori" (Campo de las flores) y es sede de un observatorio astronómico, además del Centro Geofísico Prealpino. La sección que ocupa la parte media de la montaña toma el nombre de Santa María del Monte debido al santuario medieval, al cual se llega por la avenida de las catorce capillas del Sagrado Monte. A señalar en el margen más bajo de la ciudad, el homónimo lago que la roza a nivel de algunas construcciones.

## Demografía
En 2012, Varese tenía 79 578 habitantes, con una densidad de 1448 hab./km².
| Gráfica de evolución demográfica de Varese entre 1861 y 2011 |
|                                                              |
| Fuente ISTAT - elaboración gráfica de Wikipedia              |

## Economía
La economía de Varese se basa principalmente en la industria y en la agricultura intensiva. Algunas firmas famosas de Varese son Aermacchi (aviones), Agusta (helicópteros), Cagiva (motocicletas), Whirlpool (electrodomésticos) y Missoni (moda).[cita requerida]